# Hespert
Hespert is een deel van de gemeente Reichshof in het Oberbergischer Kreis in het Rijnland in Noordrijn-Westfalen in Duitsland. Er wonen ongeveer 500 mensen in Hespert.
Hespert is een plaats waar van oorsprong Ripuarisch wordt gesproken. Het ligt aan de Uerdinger Linie.